# ルノー島
ルノー島（ルノーとう）は、氷で覆われた長さ40㎞、幅6.4から16㎞（平均11.3㎞）の島である。ピット諸島と、ビスコー諸島のラボ島の間に位置する。1908年から1910年にかけて行われたジャン・バティスト・シャルコーを隊長とするフランスの南極探検隊によって初めて地図に掲載された。